# 贝阿恩地区圣日龙
贝阿恩地区圣日龙（法語：Saint-Girons-en-Béarn，法語發音：[sɛ̃ ʒiʁɔ̃ ɑ̃ beaʁn]）是法国大西洋比利牛斯省的一个市镇，位于该省北部，和朗德省接壤，属于波城区。

## 地理
贝阿恩地区圣日龙（43°33'15"N, 0°49'51"W）面积5.2 平方千米，位于法国新阿基坦大区大西洋比利牛斯省，该省份为法国东南部省份，涵盖了贝阿恩与北巴斯克，西临大西洋比斯開灣，北至朗德省，东北接热尔省，东临上比利牛斯省，南与西班牙接壤。
与贝阿恩地区圣日龙接壤的市镇（或旧市镇、城区）包括：奥萨日、蒂勒、巴奇德贝阿恩、博尼特、圣博埃斯。

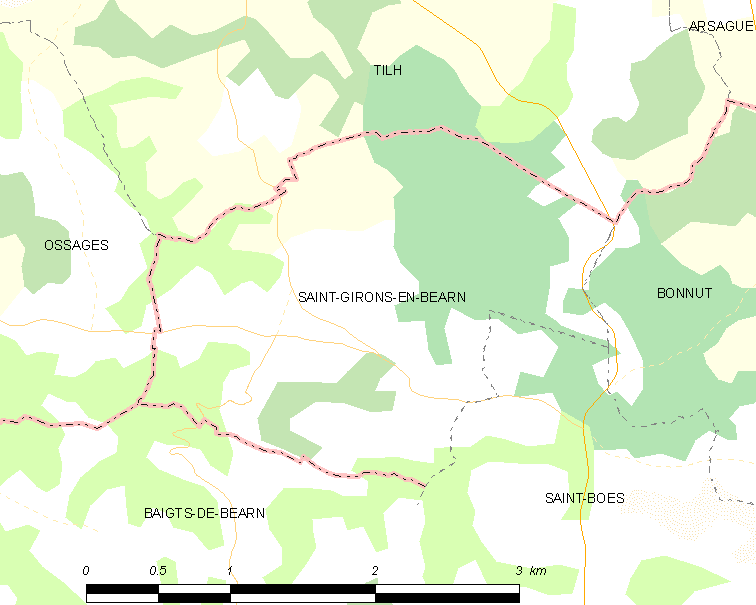
贝阿恩地区圣日龙的OSM定位图

贝阿恩地区圣日龙的时区为UTC+01:00、UTC+02:00（夏令时）。

## 行政
贝阿恩地区圣日龙的邮政编码为64300，INSEE市镇编码为64479。

## 政治
贝阿恩地区圣日龙所属的省级选区为奥尔泰兹-激流与盐之地县。

## 人口

1962-2008年间贝阿恩地区圣日龙人口变化图示

贝阿恩地区圣日龙于2022年1月1日时的人口数量为179人。